# Jimmy James and the Blue Flames
Jimmy James and the Blue Flames fue una banda estadounidense formada en 1966, liderada por el cantante y guitarrista Jimi Hendrix, quien por ese entonces usaba el nombre de "Jimmy James". La agrupación incluía al guitarrista Randy California y al bajista Jeff Baxter. Tocaban en los clubes nocturnos de Nueva York, especialmente canciones de blues y rhythm and blues, además de algunas versiones anteriores de clásicos que se usaron en la banda the Jimi Hendrix Experience. En una de esas presentaciones, Chas Chandler, bajista de The Animals, tras escuchar a la banda interpretar la canción "Hey Joe", decidió invitar a Jimi a Inglaterra y convertirse en su productor.